# Hernán René Solari
Hernán René Solari (Ingeniero Chanourdie, Provincia de Santa Fe, Argentina; 27 de octubre de 1968 - cerca de Ingeniero Chanourdie; 28 de marzo de 1993) fue un futbolista argentino. Jugaba como mediocampista ofensivo o enganche y su único equipo fue Unión de Santa Fe.
Es tristemente recordado por su temprano fallecimiento, a los 24 años, en un accidente mientras volvía a su casa en Ingeniero Chanourdie, junto a sus amigos Roli Fernández y Matías Ibarra, quienes también sucumbieron en el mismo suceso.

## Trayectoria
Solari iniciaría su carrera futbolística en Racing de Reconquista, y llegaría a la ciudad de Santa Fe para jugar en Unión en 1989, y compartiría desde 1989 un departamento con Héctor Varisco, quién fue uno de sus mejores amigos; Palet, Magnín y el Flaco Saiz.
Con 16 años empezaría a jugar en la máxima división argentina, aunque sin muchas oportunidades ya que tenía buena competencia. Luego, Unión volvería a descender en la temporada 1991/92, y, con la venta de algunos jugadores, Solari consiguió más continuidad en la temporada 1992/93.

### Clásico santafesino
El sábado 27 de marzo de 1992 se jugaba la 30ª fecha de la temporada 1992/93, Colón se enfrentaba de local con Unión, con el arbitraje de Francisco Lamolina, en un clásico santafesino desparejo: Colón llegaba bien, con serias posibilidades de ascender, y Unión venía muy mal, y necesitaba ganar para estar tranquilos en la tabla.
Empezado el partido, y gracias a un rebote, el Indio encontraría su oportunidad y a los 7 minutos del primer tiempo marcaría el gol que les daría la victoria parcial. Antes de que finalizara el partido, Maximiliano Roberto Cincunegui empataría el partido, con un gol de taco, pero el festejo en el plantel tatengue era total, ya que era su mejor partido hasta el momento y, según ellos, lo tendrían que haber ganado.

### Accidente

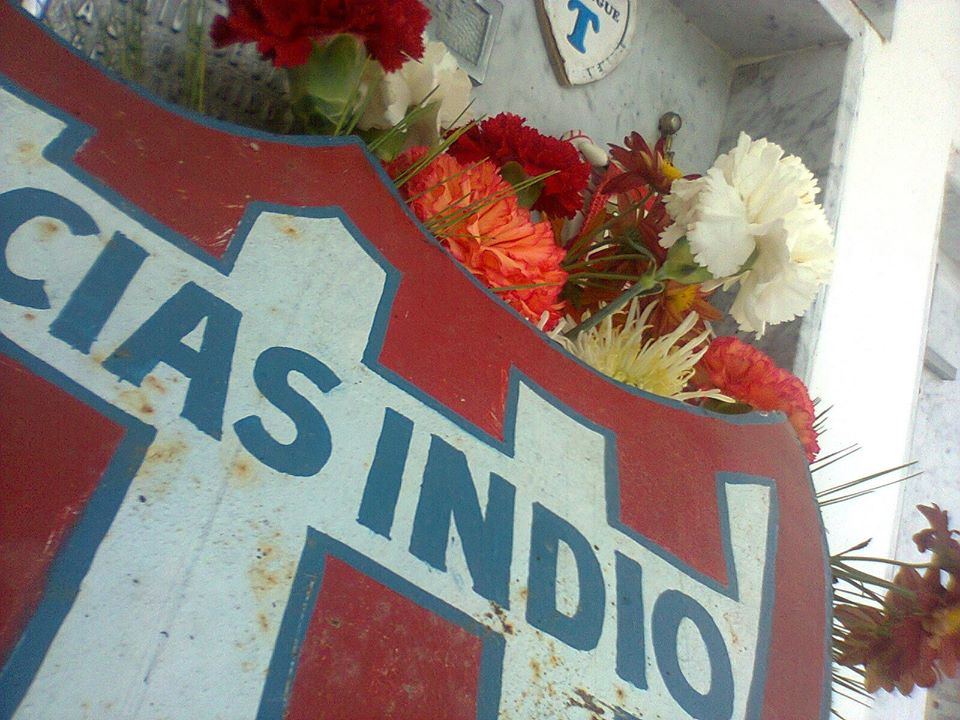
Lápida de Hernán Solari en el cementerio de la localidad de Ingeniero Chanourdie

Luego de las 21 horas de ese mismo día del clásico, el plantel unionista se puso de acuerdo esa noche para ir a cenar todos juntos y después salir a bailar para festejar. Pero Hernán, muy apegado a su familia, decidió irse a Chanourdie esa misma noche, junto a los suyos. 
En su Peugeot 504, junto a otro jugador de Unión, Héctor Álvarez, viajaron hasta Reconquista, donde este se bajó, pero Solari se encontró con un primo en un boliche y decidió seguir su viaje. En el camino, en una estación de autoservicio, llevaron a un conocido también a Chanourdie.
A las 4:30 hrs del domingo 28, como consecuencia del accidente automovilístico en una ruta santafesina, cerca de Ingeniero Chanourdie, tanto "el Indio" como Roli Fernández y Matías Ibarra fallecieron.
Terminó su carrera con 36 partidos jugados con Unión, 21 en el Nacional B y 15 en la máxima categoría, convirtiendo 4 goles durante su carrera.

## Clubes
| Club              | País      | Año       |
| ----------------- | --------- | --------- |
| Unión de Santa Fe | Argentina | 1989-1993 |